# Château d'Okazaki
Le château d'Okazaki (岡崎城, Okazaki-jō) est situé à Okazaki, préfecture d'Aichi au Japon. À la fin de la période Edo, le château d'Okazaki était le siège du clan Honda, daimyos du domaine d'Okazaki, mais le château est plus connu pour ses liens avec Tokugawa Ieyasu et le clan Tokugawa. Le château était aussi connu sous le nom de Tatsu-jō (龍城).

## Histoire
Saigo Tsugiyori construisit en 1455 une fortification de murs en terre dans la zone Myodaiji d'Okazaki près du château actuel. Après avoir obtenu le contrôle de la zone en 1524, Matsudaira Kiyoyasu démolit l'ancienne fortification et construisit le château d'Okazaki sur son emplacement actuel. Son célèbre petit-fils Matsudaira Motoyasu (nommé plus tard Tokugawa Ieyasu) y naquit le 16 décembre 1542. Les Matsudaira furent défaits par le clan Imagawa en 1549 et Ieyasu fut emmené au château de Sunpu comme otage. À la suite de la défaite des Imagawa à la bataille d'Okehazama, Ieyasu reprit possession du château en 1560 et y laissa son fils ainé Matsudaira Nobuyasu pour gouverner quand il s'installa au château de Hamamatsu en 1570. Après qu'Oda Nobunaga eut ordonné la mort de Nobuyasu en 1579, le clan Honda en devint châtelain. À la suite du déplacement forcé des Tokugawa à Edo après le siège d'Odawara (1590) par Toyotomi Hideyoshi, le château fut donné à Tanaka Yoshimasa qui améliora significativement ses fortifications, développa le village-château et la shukuba Okazaki-shuku sur le Tokaido.
À la suite de la création du shogunat Tokugawa, le domaine d'Okazaki fut créé et Honda Yasushige, proche obligé d'Ieyasu se vit attribuer la possession du château. Un tenshu (donjon) de trois étages fut terminé en 1617. Le clan Honda fut remplacé par le clan Mizuno de 1645 à 1762 et le clan Matsudaira de 1762 à 1769. En 1769, une branche du clan Honda retourna à Okazaki et gouverna jusqu'à la restauration de Meiji.
En 1869, Honda Tadanao, le dernier daimyō du domaine d'Okazaki, céda le château d'Okazaki au nouveau gouvernement de Meiji. Avec l'abolition du système han en 1871, le domaine d'Okazaki fut intégré dans la préfecture de Nukata, tandis que le château d'Okazaki servait de quartier général préfectoral. Mais la préfecture de Nukata fusionna avec la préfecture d'Aichi en 1872 et la préfecture fut déplacée à Nagoya. Suivant les directives gouvernementales de 1873, le château fut démoli et presque toutes ses terres furent vendues à des propriétaires privés.
L'actuel tenshu fut reconstruit en 1959 pour soutenir le tourisme local. En 2006, le château fut inscrit sur la liste des cent châteaux japonais remarquables. La structure en béton armé a trois toits et cinq étages intérieurs et présente des expositions d'artefacts du château original, des sabres, des armures et des dioramas illustrant l'histoire locale. La porte principale du château a été reconstruite en 1993, et le yagura (poivrière) de l'angle est en 2010.
En 2007, des travaux près du château révélèrent des ouvrages en pierre des anciennes mottes castrales, renforçant l'hypothèse que le château d'Okazaki fut à une époque le quatrième plus grand château du Japon.
La zone autour du château est à présent un parc comprenant un musée consacré à la vie de Tokugawa Ieyasu et les samourais Mikawa, aux maisons de thé, un théâtre nô, une petite tour horloge avec les traditionnelles poupées karakuri ningyō et une impressionnante porte principale. Le parc est renommé pour ses matsuri (festivals) au moment de la floraison des sakura, des wisteria et des rhododendrons,.